# Instanciation géométrique
Dans le domaine de l'infographie tridimensionnelle, l'instanciation géométrique se rapporte au rendu de plusieurs copies d'un même maillage dans une même scène. Cette technique est principalement employée pour des objets tels que les arbres, l'herbe, ou des bâtiments géométriquement identiques pouvant être répétés de manière non excessive, mais elle peut être également employée pour des personnages. Bien que les données géométriques sont dupliquées à l'identique, chaque copie peut avoir certains paramètres différents (tels que la couleur ou l'animation) afin d'atténuer la sensation de répétition.

## Le matériel d'instanciation géométrique
À partir de Direct3D version 9, Microsoft a apporté le support matériel de l'instanciation géométrique. Cette méthode augmente potentiellement la vitesse de rendu en calculant de manière parallèle les différentes variations des maillages formant séries (en utilisant plusieurs pipelines en même temps, chacun dédié à une variation du maillage initial).

## Les logiciels d'instanciation géométrique
L'instanciation géométrique dans Maya nécessite habituellement un modèle préanimé qui peut être rendu dans n'importe quel logiciel adapté. Ceci permet ensuite de créer par exemple des essaims d'abeilles ou de guêpes, dans lesquels chaque insecte peut être détaillé, se déplaçant toujours de manière réaliste sans que l'animateur n'aie à déterminer le vol. L'instanciation géométrique dans Maya tout comme dans tout autre logiciel de rendu 3D, s'appuie uniquement sur le maillage initial, ainsi le poids reste très faible et si l'on modifie le modèle initial, tous les autres (dupliqués) varieront de la même manière.